# توربیون نیلسون
توربیون نیلسون (سوئدی: Torbjörn Nilsson؛ زادهٔ ۹ ژوئیهٔ ۱۹۵۴) بازیکن فوتبال اهل سوئد است.

## باشگاهی
از باشگاه‌هایی که در آن بازی کرده‌است، می‌توان به باشگاه فوتبال پی‌اس‌وی آیندهوون، باشگاه فوتبال کایزرسلاوترن و باشگاه فوتبال گوتبورگ اشاره کرد.

## تیم ملی
وی همچنین در تیم ملی فوتبال سوئد بازی کرده‌است.